# Heinrich Geppert
Heinrich Geppert (* 27. Februar 1953 in Wattenscheid) ist ein deutscher Generalmajor a. D. der Luftwaffe. Er war Direktor des Sozialwissenschaftlichen Instituts der Bundeswehr.

## Leben
Geppert trat 1972 in die Bundeswehr ein. Er absolvierte von 1984 bis 1986 den Generalstabslehrgang an der Führungsakademie der Bundeswehr (FüAkBw) in Hamburg und wurde verschieden verwendet u. a. im Bundesministerium der Verteidigung (BMVg) in Bonn. 1997/98 war er Leiter des Sozialwissenschaftlichen Instituts der Bundeswehr (SOWI) in Strausberg, später von 2005 bis 2007 war er Kommandeur des Luftwaffenausbildungskommandos (LwAusbKdo) in Köln. Geppert war zuletzt von 2009 bis 2013 im Dienstgrad eines Generalmajors Befehlshaber im Wehrbereichskommando (WBK) III in Erfurt. Er ist verheiratet und Vater von drei Kindern.